# Luvisk
Luvisk er et uddødt indoeuropæisk sprog, som tilhører den anatoliske gruppe. Hittitisk er nært beslægtet. Det er enten en direkte forløber for lykisk eller meget nært beslægtet.
Luvisk blev brugt af befolkningsgrupper, der boede i Arzawa vest og sydvest for hittiternes kerneområde. I de ældst kendte tekster kaldes området Luviya, men det blev senere kendt som Lydien. Hvis historien om Troja er sand, og at byen lå hvor vi formoder den lå, talte trojanerne med stor sandsynlighed luvisk.
Luvisk spredte sig efterhånden fra det vestlige Anatolien mod øst, og denne spredning kan have haft nær sammenhæng med Hittiterrigets kollaps. Luvisk blev brugt i de neo-hittitiske stater i Syrien som Milid og Carchemish og Tabal i det centrale Anatolien i det 10. årh. f.v.t.

## Overlevering
Luvisk er bevaret I to former, som er opkaldt efter den skrifttype, der blev brugt:
- Kileskrift
- Hieroglyffer

Modsat egyptiske hieroglyffer blev luvisk skrevet fra venstre mod højre.